# Vice-presidente da Venezuela
O Vice-presidente da Venezuela é o segundo cargo mais alto da República Bolivariana da Venezuela, sendo o "colaborador direto do Presidente da República". Tem a função de substituir o Presidente no exercício de suas funções quando este não puder exercê-las. O Vice-presidente é apontado pelo Presidente e pode ser deposto por este ou pela Assembleia Nacional (no caso de 3/4 dos votos). Segundo a Constituição de 1999, se a Assembleia Nacional depor três vice-presidentes em um único mandato presidencial, o presidente poderá dissolvê-la.
Ao longo da história, três vice-presidentes assumiram interinamente o cargo de Presidente: Andrés Narvarte (1835 a 1837), Carlos Soublette (1837 a 1839; 1843 a 1847) e Nicolás Maduro (em 2013).

## Lista
| Nº | Nome                                     | Início | Fim      | Partido |  |
| -- | ---------------------------------------- | ------ | -------- | ------- |  |
| 1  | Primeiro Triunvirato                     | 1811   | 1812     |         |  |
| 2  | Segundo Triunvirato                      | 1812   | 1812     |         |  |
| 3  | Francisco Antonio Zea                    | 1819   | 1821     |         |  |
| 4  | Francisco de Paula Santander             | 1821   | 1830     |         |  |
| 5  | Diego Bautista Urbaneja                  | 1830   | 1833     |         |  |
| 6  | Andrés Narvarte                          | 1833   | 1837     |         |  |
| 7  | José María Carreño                       | 1837   | 1837     |         |  |
| 8  | Carlos Soublette                         | 1837   | 1841     |         |  |
| 9  | Santos Michelena                         | 1841   | 1844     |         |  |
| 10 | Diego Bautista Urbaneja                  | 1845   | 1849     |         |  |
| 11 | Antonio Leocadio Guzmán                  | 1849   | 1851     |         |  |
| 12 | Joaquín Herrera                          | 1851   | 1855     |         |  |
| 13 | Manuel Felipe de Tovar                   | 1858   | 1860     |         |  |
| 14 | Pedro Gual                               | 1860   | 1861     |         |  |
| 15 | Antonio Leocadio Guzmán                  | 1863   | 1863     |         |  |
| 16 | Ramón Ayala Juan Vicente Gómez           | 1901   | 1904     |         |  |
| 17 | Juan Vicente Gómez José Antonio Velutini | 1905   | 1910     |         |  |
| 18 | Juan Crisóstomo Gómez José Vicente Gómez | 1922   | 1923     |         |  |
| 19 | Isaías Rodríguez                         | 1999   | 2000     | MVR     |  |
| 20 | Adina Bastidas                           | 2000   | 2002     | MVR     |  |
| 21 | Diosdado Cabello                         | 2002   | 2002     | MVR     |  |
| 22 | José Vicente Rangel                      | 2002   | 2007     | MVR     |  |
| 23 | Jorge Rodríguez                          | 2007   | 2008     | PSUV    |  |
| 24 | Ramón Carrizales                         | 2008   | 2010     | PSUV    |  |
| 25 | Elías Jaua Milano                        | 2010   | 2012     | PSUV    |  |
| 26 | Nicolás Maduro                           | 2012   | 2013     | PSUV    |  |
| 27 | Jorge Arreaza                            | 2013   | 2016     | PSUV    |  |
| 28 | Aristóbulo Istúriz                       | 2016   | 2017     | PSUV    |  |
| 29 | Tareck El Aissami                        | 2017   | 2018     | PSUV    |  |
| 30 | Delcy Rodríguez                          | 2018   | presente | MSV     |  |